# Hergo
Henri „Hergo“ Godineau (20. července 1951 Cholet – 28. ledna 2020 Paříž) byl francouzský fotograf, který svou kariéru zahájil v 70. letech. Žil a pracoval v Paříži.

## Životopis
V roce 1978 začal pracovat na fotoalbu Deux enfants sur le chemin, které zazářilo během prvních dvaceti let novin Libération. Mnoho jeho fotografických alb se zabývalo mládeží, láskou, smrtí, genderovou problematikou, kinematografií, uměním a intimitou. V roce 1995 se stal rezidentem Cité internationale des arts, což mu umožnilo mnohem častěji navštěvovat umělecká studia. Hergo pořádal během své kariéry velké množství fotografických výstav. Zemřel v Paříži 28. ledna 2020 ve svých 68 letech.

## Publikace a sbírky
- Cartes postales éditions Mille (1983)
- Premier dépôt d’œuvres à la BNF (1983)
- Prix Air France/Ville de Paris (1984)[2]
- Portfolio magazine japonais (1985)
- Portfolio Photographies magazine (1985)[3]
- Portfolio éditions Autrement (1986)[4]
- Poster Flammarion 4 (1987)
- Portfolio Vis-à-Vis International (1988)
- Photo Vis-à-Vis international (1990)
- Catalogue de l'exposition „Écrans/Icônes de Le Blanc (Indre) à l'espace d'art contemporain Art Brenne “ (1991)
- Acquisition par le conseil général du Pas-de-Calais de la série Ciné Spectator (1994)
- Portfolio Photographies Magazine: Centenaire du cinéma (1995)
- Portfolio Contrejour (1995)
- Commandes et illustrations pour le journal Libération (1985–1997)
- Portfolio Vis-à-Vis International (1998)[5]
- Acquisition de portraits d’artistes par la BNF (2004)
- Importante donation de tirages argentiques à la Bibliothèque Nationale de France (2012)
- Donation de 65 photographies de la série “Artistes”à la bibliothèque Kandinsky (2014)
- Donation de 24 photographies de la série “Mythos” et 12 photographies de la série “Altérations” (2014)